# Otherkin
O termo otherkin (em inglês: "other": outro; "kin": família/parentesco) representa um indivíduo que acredita haver tido uma vida passada não-humana, ou que vive atualmente como humano mas que sente que alguma parte de si não é humana. Como parte não-humana incluem-se alienígenas, criaturas lendárias e seres mitológicos. Isso é explicado por alguns membros da comunidade otherkin como possível pensamento de reencarnação.
Devido a sua crença e a seus comportamentos, otherkins muitas vezes são tratados como portadores de transtornos, como por exemplo a licantropia, em que os indivíduos creem poder se transformar em animais. Por outro lado, otherkins reconhecem habitar um corpo humano, porém juntamente à consciência/alma de uma outra raça.
A simples identificação como otherkin por si só não configura um transtorno mental. Os transtornos mentais, conforme definidos no Diagnostic and Statistical Manual of Mental Disorders (DSM-5), são caracterizados por padrões de comportamento ou pensamento que causam sofrimento clínico significativo ou prejuízo no funcionamento social, ocupacional ou em outras áreas importantes da vida. Esses critérios são essenciais para diferenciar entre identidades ou crenças culturais e transtornos mentais.
Ser otherkin não se encaixa nos critérios diagnósticos de um transtorno mental. Se uma pessoa que se identifica como otherkin experimenta essa identidade de maneira que a leva a se isolar socialmente, perder emprego ou negligenciar a saúde física ou mental, essa condição pode então ser avaliada em termos clínicos. Neste caso, o foco deve ser na reabilitação da vida do individuo, não na “cura” de sua otherkinidade. 